# Авраам (Шумилин)
Архиепископ Авраа́м (в миру Алексей Фёдорович Шумилин; 16 мая 1761, село Быстрое, Московская губерния — 18 апреля 1844, Ярославль) — епископ Русской православной церкви, архиепископ Ярославский и Ростовский.

## Биография
Родился 16 мая 1761 года в селе Быстром Московской губернии.
Окончил Крутицкую духовную семинарию.
В 1782 году рукоположён в сан священника в один из сельских приходов епархии.
В 1784 году переведён ключарем в Успенский собор — кафедральный собор Крутицкой епархии и одновременно назначен учителем поэзии в Крутицкую духовную семинарию.
С 1788 года (более 22 лет) находился при Екатерининской церкви при Московском Воспитательном доме и обучал воспитанников Закону Божию.
В 1811 году назначен протоиереем Архангельского собора Московского Кремля.
В 1812 году, во время нашествия французов на Москву, ему, протоиерею Архангельского собора, поручено было преосвященным Августином отвезти в Вологду в Спасо-Преображенский монастырь патриаршую ризницу, соборную библиотеку, ризницу Троице-Сергиевской лавры, дела Московской консистории и синодальной конторы для хранения.
31 августа 1812 года, перед вступлением Наполеона в Москву отбыл в Вологду. Там он овдовел. В сохранности привёз все доверенное его хранению в Москву.
В 1813 году вернулся в Москву.
3 апреля 1813 года пострижен в монашество и вскоре возведён в сан архимандрита.
6 апреля 1813 года был определён настоятелем Златоустовского монастыря.
26 июня 1816 года переведен в Московский Богоявленский монастырь.
С 20 декабря 1817 года — настоятель Спасо-Андроникова монастыря.
В 1818 году находился в Санкт-Петербурге на чреде священнослужения.
21 июля 1818 года хиротонисан во епископа Тульского и Белевского.
С 29 октября 1821 года — архиепископ Астраханский и Кавказский.
23 июня 1823 года награжден орденом Святой Анны 1 степени.
С 7 мая 1824 года — архиепископ Ярославский и Ростовский.
На 1825 год он был вызван в Санкт-Петербург для участия в заседаниях Святейшего Синода.
В 1826 г. был назначен в Верховный уголовный суд по делу декабристов.
22 августа 1826 награжден орденом Святого Александра Невского.
В 1827 году вернулся в свою епархию.
В течение 17-летнего епископского служения преосвященный Авраам особенно заботился о благоустройстве храмов.
3 сентября 1836 года уволен на покой в Толгский монастырь с правом управления монастырем. Во время пребывания своего на покое своими трудами совершенно обновил этот монастырь.
Скончался 18 апреля 1844 года в Толгском монастыре и там же был погребён.

## Сочинения
- Слово «О покаянии». — СПб., 1834.
- Слово «О причащении». — СПб., 1834.
- Слово «На день священного коронования императора Александра I».
- Письма // Тульские епархиальные ведомости. — 1869 и 1870.
- Послание пастырям и служителям Ярославской епархии // Прибавления к «Церковным ведомостям». — 1890, № 4, с. 101—104.